# Kóndrovo (Kaluga)
|  | Per a altres significats, vegeu «Kóndrovo». |

Kóndrovo - Кондрово (rus) és una ciutat de l'óblast de Kaluga, a Rússia. La ciutat es troba a la vora del riu Xan, un afluent de l'Ugri, és a 34 km al nord-oest de Kaluga i a 151 km al sud-oest de Moscou.

## Història
L'origen de la vila es remunta al 1613. El 1790 s'hi construí una papereria i a finals del segle xix ja era coneguda per la seva producció de paper. Kóndrovo accedí a l'estatus de possiólok (poble) el 1925 i al de ciutat el 1938. Durant la Segona Guerra Mundial fou ocupada per l'Alemanya nazi del 9 d'octubre de 1941 al 19 de gener de 1942.